# 拉姆利 (阿肯色州)
拉姆利（英語：Rumley）是位於美國阿肯色州范布倫縣的一個非建制地區。該地的面積和人口皆未知。

## 地理
拉姆利的座標為35°47′20″N 92°30′50″W / 35.78889°N 92.51389°W，而該地的平均海拔高度為279米（即915英尺）。